# Stanisław Kurnatowski
Stanisław Kurnatowski (ur. 5 sierpnia 1929 w Lututowie, zm. 11 stycznia 2015) – polski profesor, archeolog i muzealnik.

## Życiorys
W latach 1948–1952 kształcił się na studiach archeologiczno-prehistorycznych na Uniwersytecie Adama Mickiewicza w Poznaniu. W okresie 1949–1958 pracował w Muzeum Archeologicznym w Poznaniu.
Naukowo związany był z Instytutem Historii Kultury Materialnej PAN (obecnym Instytutem Archeologii i Etnologii PAN). W latach 1971–1999 pracował w Zakładzie Archeologii Wielkopolski IHKM PAN.
Członek Komisji Archeologicznej Poznańskiego Towarzystwa Przyjaciół Nauk i założyciel Stowarzyszenia Naukowego Archeologów Polskich.
W 1994 odznaczony Złotym Krzyżem Zasługi.
Oblat benedyktyński Opactwa Benedyktynów w Lubiniu.
Został pochowany na Cmentarzu Junikowo w Poznaniu (pole 9-1-4-15).

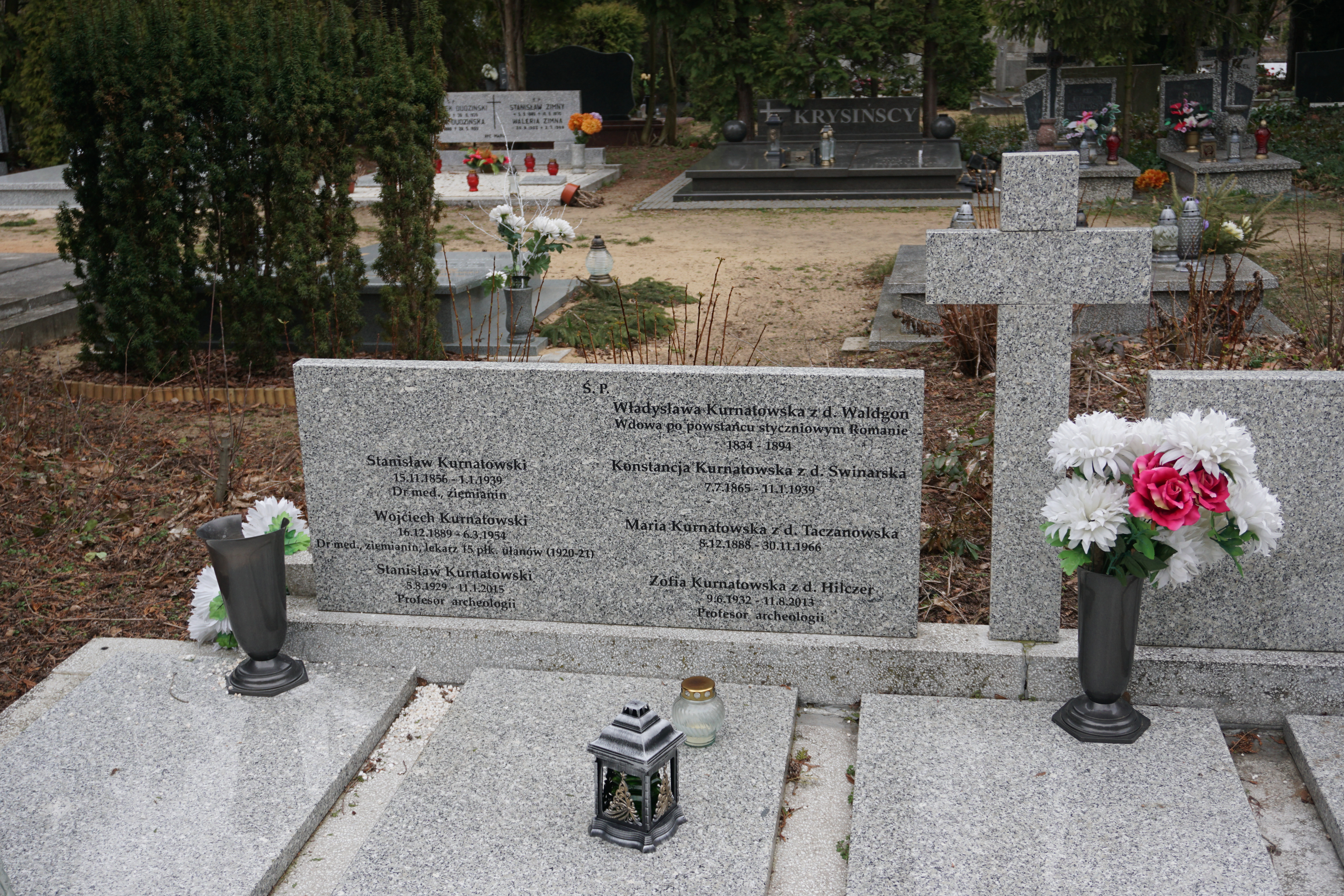
Grób prof. Stanisława Kurnatowskiego i prof. Zofii Hilczer-Kurnatowskiej na Cmentarzu Junikowskim